# 토마시 우이팔루시
토마시 우이팔루시(체코어: Tomáš Ujfaluši, 1978년 3월 24일, 체코슬로바키아 리마노프 ~ )는 체코의 은퇴한 축구 선수이다.

## 선수 경력
우이팔루시는 이전에 시그마 올로모우츠 (1997-2000), 함부르크 (2001-2004)에서 활약했으며, 그는 국가대표로 한번의 올림픽, FIFA 월드컵, 그리고 두번의 유로 대회에 나섰다. 특히 2006년 FIFA 월드컵에서는 가나와의 2차전에서 경고 누적으로 퇴장당했고, 유로 2008에서는 부상으로 대회에 나가지 못한 토마시 로시츠키를 대신해 주장을 맡기도 했다.
2008년 5월, 그는 프리메라리가의 아틀레티코 마드리드로 이적하였다. 그러나 좋은 활약을 보여주지 못하고 2011년 6월 21일, 갈라타사라이로 이적하였다.

## 경력
- 2000년 하계 올림픽 국가대표
- UEFA 유로 2004 국가대표
- 2006년 FIFA 월드컵 국가대표
- UEFA 유로 2008 국가대표

## 수상
함부르크
- 2003년 DFB-리가포칼 우승

 아틀레티코 마드리드
- 2009-10 UEFA 유로파리그 우승
- 2010년 UEFA 슈퍼컵 우승

 갈라타사라이
- 쉬페르리그 : 2011-12, 2012-13
- 터키 슈퍼컵 : 2012

 체코
- UEFA 유로 2004 4강

개인
- UEFA 유로 2008 스위스 vs 체코 조별리그 맨 오브 더 매치
- 2011-12 쉬페르리그 최우수 수비수